# Chodovské skály
Chodovské skály jsou přírodní památka jižně od Chodova v okrese Domažlice. Chráněné území spravuje AOPK ČR - regionální pracoviště Správa CHKO Český les.

## Předmět ochrany
Důvodem ochrany lokality je zachovalý přírodní výchoz mohutných křemenných žil, označovaných jako Český křemenný val.
Na povrch zde vystupuje křemenná žilovina několika generací. Starší křemeny narůžovělé až nažloutlé barvu jsou prostoupena žilkami mladšího, většinou mléčného křemene. Na území probíhala po staletí intenzivní těžba křemene. Křemen je převážně zbarven oxidy železa a nebyl proto vhodný pro využití ve sklářském průmyslu, využíval se tedy převážně na stavbu cest. V dutinách křemenné žiloviny se vyskytují mineralogicky zajímavé krystalky křišťálu, čiré odrůdy křemene.